# Hans Scholl (astronome)
Pour les articles homonymes, voir Hans Scholl.
Hans Scholl (né le 14 novembre 1942 à Heidelberg) est un astronome allemand travaillant à l'observatoire de la Côte d'Azur à Nice.
En 1999, il fait partie de l'équipe de Matthew J. Holman qui découvre les satellites Prospero, Setebos et Stephano de la planète Uranus.
D'après le Centre des planètes mineures, il a co-découvert 56 astéroïdes entre 2003 et 2005 avec Andrea Boattini.
L'astéroïde (2959) Scholl est nommé en son honneur.

## Astéroïdes découverts
| (117539) Celletti    | 17 février 2005 |
| (120040) Pagliarini  | 24 janvier 2003 |
| (147693) Piccioni    | 11 février 2005 |
| (154991) Vinciguerra | 17 janvier 2005 |
| (158623) Perali      | 24 janvier 2003 |
| (167852) Maturana    | 17 février 2005 |
| (177659) Paolacel    | 9 février 2005  |
| (214180) Mabaglioni  | 9 février 2005  |